# Dana Schoenfield
Dana Lee Schoenfield, née le 13 août 1953 à Harvey, est une nageuse américaine, spécialiste des courses de brasse.

## Carrière
Dana Schoenfield est médaillée d'argent du 200 mètres brasse  aux Jeux olympiques de 1972 se tenant à Munich.